# Tobias Harris
Tobias John Harris (Islip, Nueva York, 15 de julio de 1992) es un jugador de baloncesto estadounidense que pertenece a la plantilla de los Detroit Pistons de la NBA. Con 2,03 metros de estatura, juega en las posiciones de alero y ala-pívot. Es el hermano de los también baloncestistas profesionales Tyler y Terry Harris.

## Trayectoria deportiva

### Universidad
Tras disputar en 2010 el prestigioso McDonald's All American Game, jugó durante una única temporada con los Volunteers de la Universidad de Tennessee, en la que promedió 15,3 puntos, 7,3 rebotes y 1,3 asistencias por partido. Fue incluido en el mejor quinteto de novatos de la Southeastern Conference y en el segundo mejor absoluto. Logró a lo largo de la temporada 8 dobles-dobles, obteniendo su mejor anotación ante South Carolina, logrando 25 puntos.

#### Estadísticas
| Año     | Equipo    | PJ | PT | MPP  | %TC  | %3P  | %TL  | RPP | APP | ROB | TPP | PPP  |
| ------- | --------- | -- | -- | ---- | ---- | ---- | ---- | --- | --- | --- | --- | ---- |
| 2010–11 | Tennessee | 34 | 33 | 29.2 | .460 | .303 | .753 | 7.3 | 1.3 | .7  | .9  | 15.3 |

### Profesional

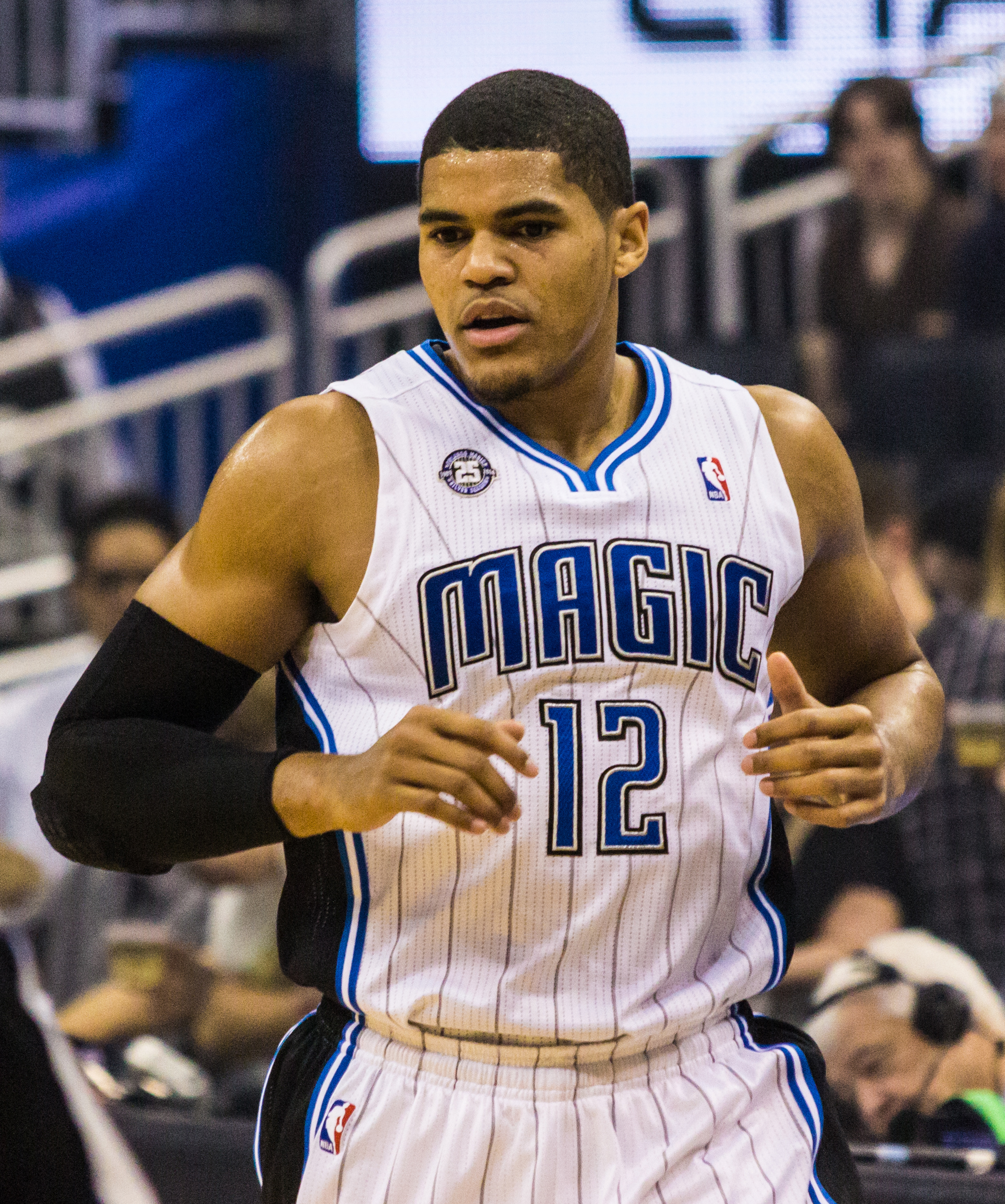
Harris con los Magic en 2013.

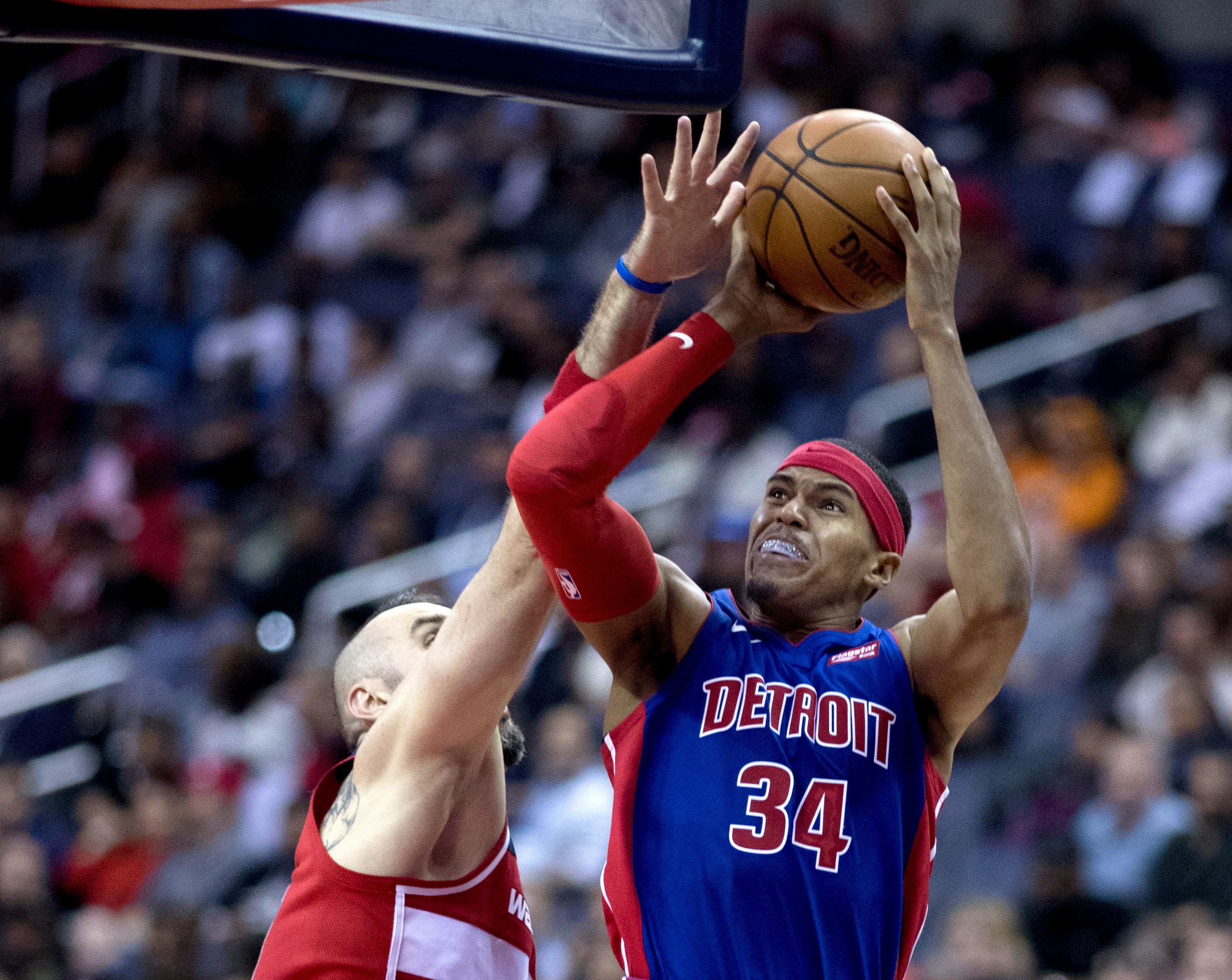
Harris con los Pistons en 2017.

Fue elegido en la decimonovena posición del Draft de la NBA de 2011 por los Charlotte Bobcats, pero fue involucrado en un traspaso a tres bandas que lo enviaría a Milwaukee Bucks, quienes también adquirieron en la misma transacción a Stephen Jackson y Shaun Livingston de los Bobcats y a Beno Udrih de Sacramento Kings. Estos a su vez se hicieron con John Salmons y los derechos sobre Jimmer Fredette de los Bucks, mientras que los Bobcats se hacían con Corey Maggette y los derechos sobre Bismack Biyombo. El 10 de diciembre de 2011, firmó un nuevo contrato con los Bucks.
El 21 de febrero de 2013, Harris fue traspasado a Orlando Magic junto con Beno Udrih y Doron Lamb a cambio de J.J. Redick, Gustavo Ayon y Ish Smith. En los Magic, Harris mejoró sus estadísticas, incrementando noblemente sus anotaciones, rebotes, asistencias, robos y tapones por partido.
El 24 de enero de 2014, Harris registró un récord personal de 20 rebotes en una victoria sobre los Lakers. El 7 de febrero de 2014, registró 18 puntos, incluyendo un mate que dio la victoria sobre la bocina a los Magic contra los Oklahoma City Thunder. El 2 de marzo de 2014, Harris registró un récord personal de 31 puntos en una victoria sobre los Philadelphia 76ers. El 14 de julio de 2014 renovó su contrato con los Magic por 4 años y 64 millones de dólares.
El 18 de febrero de 2016 fue traspasado a los Detroit Pistons a cambio de Ersan Ilyasova y Brandon Jennings.
En enero de 2018 fue traspasado a Los Angeles Clippers junto a Avery Bradley, Boban Marjanovic, una primera ronda del Draft (protegida del 1-4 desde 2018 a 2020) y una segunda ronda, a cambio de Blake Griffin, Brice Johnson, Willie Reed y una segunda ronda del Draft de 2019. Fue nombrado jugador del mes de la Conferencia Oeste, en octubre-noviembre de 2018, por primera vez en su carrera. Y el 17 de diciembre, registró la anotación más alta de su carrera con 39 puntos, en la derrota ante Portland Trail Blazers.
El 6 de febrero de 2019, es traspasado, junto a Boban Marjanovic y Mike Scott a Philadelphia 76ers a cambio de Landry Shamet, Wilson Chandler y Mike Muscala. Al término de la temporada, el 6 de julio de 2019, firmó con los 76ers una extensión de contrato de 5 años y $180 millones.
Tras cinco temporadas y media con los 76ers, el 1 de julio de 2024, firma por dos temporadas y $52 millones con Detroit Pistons.

## Estadísticas de su carrera en la NBA

### Temporada regular
| Año     | Equipo        | PJ  | PT  | MPP  | %TC  | %3P  | %TL  | RPP | APP | ROB | TPP | PPP  |
| ------- | ------------- | --- | --- | ---- | ---- | ---- | ---- | --- | --- | --- | --- | ---- |
| 2011-12 | Milwaukee     | 42  | 9   | 11.4 | .467 | .261 | .815 | 2.4 | .5  | .3  | .2  | 5.0  |
| 2012-13 | Milwaukee     | 28  | 14  | 11.6 | .461 | .333 | .885 | 2.0 | .5  | .3  | .3  | 4.9  |
| 2012-13 | Orlando       | 27  | 20  | 36.1 | .453 | .310 | .721 | 8.5 | 2.1 | .9  | 1.4 | 17.3 |
| 2013-14 | Orlando       | 61  | 36  | 30.3 | .464 | .254 | .807 | 7.0 | 1.3 | .7  | .4  | 14.6 |
| 2014-15 | Orlando       | 68  | 63  | 34.8 | .466 | .364 | .788 | 6.3 | 1.8 | 1.0 | .5  | 17.1 |
| 2015-16 | Orlando       | 49  | 49  | 32.9 | .464 | .311 | .784 | 7.0 | 2.0 | 1.0 | .6  | 13.7 |
| 2015-16 | Detroit       | 27  | 25  | 33.4 | .477 | .375 | .911 | 6.2 | 2.6 | .7  | .4  | 16.6 |
| 2016-17 | Detroit       | 82  | 48  | 31.3 | .481 | .347 | .841 | 5.1 | 1.7 | .7  | .5  | 16.1 |
| 2017-18 | Detroit       | 48  | 48  | 32.6 | .451 | .409 | .846 | 5.1 | 2.0 | .7  | .3  | 18.1 |
| 2017-18 | L.A. Clippers | 32  | 32  | 34.5 | .473 | .414 | .800 | 6.0 | 3.1 | 1.2 | .6  | 19.3 |
| 2018-19 | L.A. Clippers | 55  | 55  | 34.6 | .496 | .434 | .877 | 7.9 | 2.7 | .7  | .4  | 20.9 |
| 2018-19 | Philadelphia  | 27  | 27  | 35.0 | .469 | .326 | .841 | 7.9 | 2.9 | .4  | .5  | 18.2 |
| 2019-20 | Philadelphia  | 72  | 72  | 34.3 | .471 | .367 | .806 | 6.9 | 3.2 | .7  | .6  | 19.6 |
| 2020-21 | Philadelphia  | 62  | 62  | 32.5 | .512 | .394 | .892 | 6.8 | 3.5 | .9  | .8  | 19.5 |
| 2021-22 | Philadelphia  | 73  | 73  | 34.8 | .482 | .367 | .842 | 6.8 | 3.5 | .6  | .6  | 17.2 |
| 2022-23 | Philadelphia  | 74  | 74  | 32.9 | .501 | .389 | .876 | 5.7 | 2.5 | .9  | .5  | 14.7 |
| 2023-24 | Philadelphia  | 70  | 70  | 33.8 | .487 | .353 | .878 | 6.5 | 3.1 | 1.0 | .7  | 17.2 |
| 2024-25 | Detroit       | 73  | 73  | 31.6 | .477 | .345 | .861 | 5.9 | 2.2 | 1.0 | .8  | 13.7 |
| Total   | Total         | 970 | 850 | 31.7 | .478 | .366 | .836 | 6.2 | 2.4 | .8  | .6  | 16.1 |

### Playoffs
| Año   | Equipo       | PJ | PT | MPP  | %TC  | %3P  | %TL   | RPP | APP | ROB | TPP | PPP  |
| ----- | ------------ | -- | -- | ---- | ---- | ---- | ----- | --- | --- | --- | --- | ---- |
| 2016  | Detroit      | 4  | 4  | 39.0 | .457 | .333 | .923  | 9.5 | 3.0 | .8  | .8  | 14.5 |
| 2019  | Philadelphia | 12 | 12 | 36.9 | .425 | .349 | .846  | 9.1 | 4.0 | 1.1 | .5  | 15.5 |
| 2020  | Philadelphia | 4  | 4  | 37.0 | .383 | .133 | .789  | 9.5 | 4.0 | .5  | .3  | 15.8 |
| 2021  | Philadelphia | 12 | 12 | 36.5 | .488 | .372 | .875  | 8.5 | 3.5 | 1.0 | .4  | 21.8 |
| 2022  | Philadelphia | 12 | 12 | 38.8 | .500 | .386 | .864  | 7.6 | 2.9 | 1.1 | .8  | 16.9 |
| 2023  | Philadelphia | 11 | 11 | 35.6 | .522 | .366 | .867  | 7.3 | 1.6 | .6  | .5  | 15.3 |
| 2024  | Philadelphia | 6  | 6  | 36.4 | .431 | .333 | 1.000 | 7.2 | 1.5 | .2  | .5  | 9.0  |
| 2025  | Detroit      | 6  | 6  | 38.8 | .479 | .435 | 1.000 | 7.7 | .5  | 1.0 | 1.2 | 15.7 |
| Total | Total        | 67 | 67 | 37.2 | .471 | .357 | .877  | 8.2 | 2.7 | .9  | .6  | 16.2 |

## Vida personal
Harris tiene tres hermanos, Tyler, T.J. y Terry, y dos hermanas, Tori y Tesia. Tyler ha jugado al baloncesto universitario en Aurburn y Terry en North Carolina A&T State. Por su parte, su hermana Tesia, lo hizo en John's University en Queens (Nueva York).
Harris lleva el dorsal número 12 en su camiseta, en homenaje a un amigo de la infancia, Morgan Childs, que falleció a los 17 años de leucemia.

## Logros y reconocimientos
Instituto
- McDonald's All-American (2010)
- First-team Parade All-American (2010)
- Mr. New York Basketball (2010)

Universidad
- Mejor quinteto de novatos de la SEC (2011)
- 2.º mejor quinteto de la SEC (2011)

NBA
- Jugador del Mes de la NBA (octubre-noviembre de 2018)

### Partidos ganados sobre la bocina
|      | con Orlando Magic            |
| (PO) | Denota un partido de PlayOff |

| Número | Tiro               | Margen | Resultado | Oponente              | Fecha                   |
| ------ | ------------------ | ------ | --------- | --------------------- | ----------------------- |
| 1      | Tiro en suspensión | -1     | 102-103   | Oklahoma City Thunder | 7 de febrero de 2014    |
| 2      | Tiro en suspensión | Empate | 91-89     | Philadelphia 76ers    | 5 de noviembre de 2014  |
| 3      | Tiro en suspensión | -1     | 99-100    | Atlanta Hawks         | 13 de diciembre de 2014 |